# Mistrzostwa USA Strongman 2006
Mistrzostwa USA Strongman 2006 – doroczne, indywidualne zawody amerykańskich
siłaczy.
Data: 21 i 22 lipca 2006 r.

Miejsce: Columbia (Karolina Południowa)  Stany Zjednoczone

WYNIKI ZAWODÓW:
| Miejsce | Zawodnik         | Punkty |
| ------- | ---------------- | ------ |
| 1.      | Steve MacDonald  | 101,5  |
| 2.      | Jon Andersen     | 101    |
| 3.      | Travis Ortmayer  | 100    |
| 4.      | Kevin Nee        | 94,5   |
| 5.      | Derek Poundstone | 88     |
| 6.      | Nick Best        | 82     |
| 7.      | Marshall White   | 61     |
| 8.      | Sam McMahon      | 57     |
| 9.      | Van Hatfield     | 53     |
| 10.     | Walt Gogola      | 53     |
| 11.     | Odd Haugen       | 38     |
| 12.     | Brad Dunn        | 36     |
| 13.     | Gerard Benderoth | 34     |
| 14.     | Jim Glassman     | 32     |
| 15.     | Matt Seymour     | 25     |
| 16.     | Heath Allison    | 24     |